# Gonomyia (Prolipophleps) gracilistylus
Gonomyia (Prolipophleps) gracilistylus is een tweevleugelige uit de familie steltmuggen (Limoniidae). De soort komt voor in het Palearctisch gebied.